# 송하재사
송하재사(松下齋舍)는 경상북도 안동시 임하면 금소2리에 있다. 2010년 3월 12일 안동시의 문화유산 제38호로 지정되었다.